# Lolkje Anema
Lolkje Anema (* 23. Dezember 1871 in Ried; † 17. September 1953 in Den Haag) war eine niederländische Malerin und Zeichnerin.

## Leben
Lolkje Anema wurde am 23. Dezember 1871 in Ried bei Waadhoeke geboren. Sie war die Tochter der Bauern Wybe Jans Anema (1838–1913) und Jeltje Klazes Rienks (1839–1909) und hatte die Schwestern Tjitske und Tietje, sowie die Brüder Jan, Klaas und Minne Douwes.

## Werk

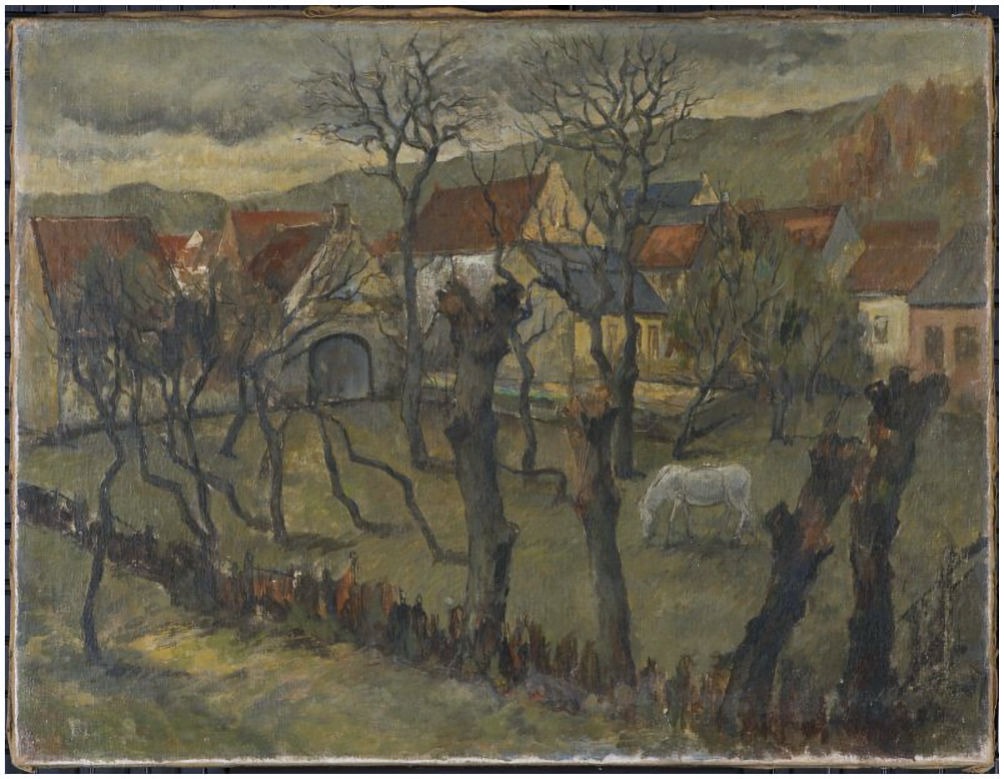
Landschaft mit Dorf in Süd-Limburg

Anema malte und zeichnete unter anderem Blumenstillleben, Berglandschaften und Dünenlandschaften. Zudem fertigte sie Holzschnitte an und war Mitglied der Schilderessenvereniging ODIS, mit der sie auch ausstellte. An der Ausstellung De Vrouw 1813–1913 im Jahr 1913 nahm sie teil und sie beteiligte sich 1916 an der Ausstellung Algemeene Nationale Tentoonstellingen, 1929 am Haagsche kunstenaressen, 1935 an der Ausstellung der Schilderessenvereniging ODIS und 1940 am Hedendaagsche Friesche Kunst. Im Fries Museum befindet sich ihr Gemälde Landschap met dorp in Zuid-Limburg.
Zu Studienzwecken hielt sie sich in München und Paris auf.